# Vossische Zeitung

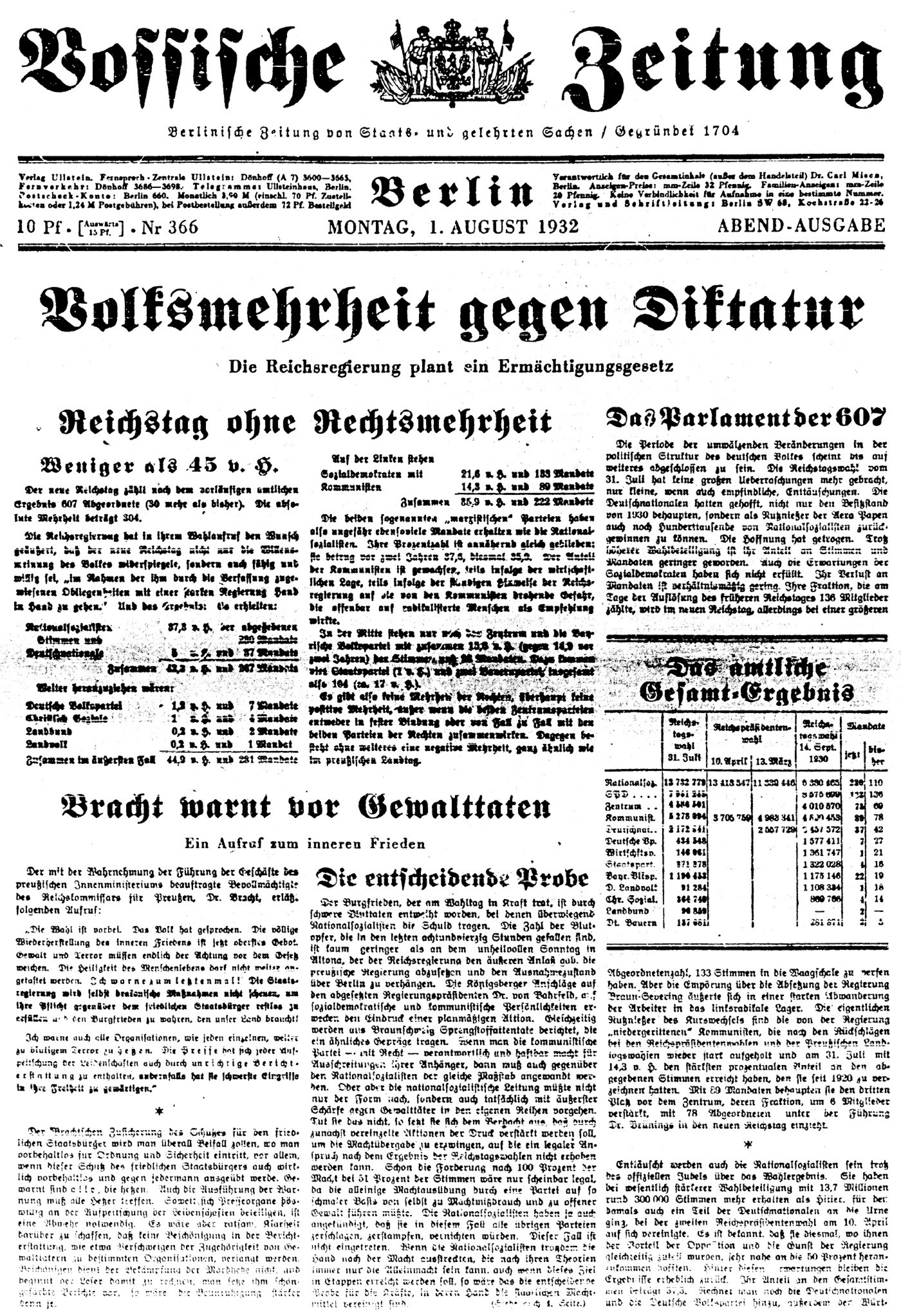
Portada del 1 de agosto de 1932

El Vossische Zeitung fue un diario de Berlín con influencia nacional en Alemania que desapareció en 1934. Su ideología era burguesa liberal. En la prensa berlinesa tenía un papel especial ya que era el periódico más antiguo de la ciudad.

## Historia

### Inicios del periodismo en Berlín
En el siglo XVI se habían desarrollado las comunicaciones postales y mensajes escritos o verbales de lugares distantes eran enviados a través de los carteros a caballo. En Cölln, cerca de Berlín se encontraban en la primera posta donde Christoff Frischmann recogía las noticias entrantes, y daba copias escritas a mano copias de las mismas a la Corte del Elector, a los estudiosos interesados y a los ciudadanos ricos. Finalmente la recolección de información fue sistematizada, Frischmann se encargó de "mantener contactos y reunirse en todos los principales sitios de noticias del Sacro Imperio Romano Germánico". Sus primeros periódicos impresos se publicaron en 1617. La copia más antigua que se conserva es el número 36 y contiene las noticias de entre el 16 de agosto y el 5 de septiembre. Los periódicos no siempre aparecen con periodicidad semanal, tenían ocho páginas en formato de octavilla (formato de libro , 18,5 cm de alto), y después de leer la mayoría pasa al siguiente lector. Christoff Frischmann y su hermano Veit llamaron a sus primeras ediciones de periódicos "avisos", luego Botenmeister Berliner Zeitung. Los ejemplares de 1618 ya contenían la correspondencia regular de Ámsterdam, La Haya, Colonia, Roma, Venecia, Praga y Viena. La censura del Elector de Brandeburgo ataca frecuentemente la información, especialmente debido a su actitud a favor de los protestantes durante la Guerra de los Treinta Años con la corte imperial y católica de Viena. A veces, la hoja no podía salir. Agotado por la preocupación constante por su periódico, Veit Frischmann cedió la concesión en 1655 a su impresor Christoph Runge, que le dio un nuevo nombre en 1658: Berliner einkommende Ordinar- und Postzeitungen. En 1704 el impresor Johann Lorenz compró el diario a la viuda de Runge, su privilegio era por el rey Federico I de inmediato confirmado. Lorentz llamó al que en aquel momento seguía siendo el único periódico de Berlín Berlinische Ordinaire Zeitung.

### Monopolio controvertido
El cómodo monopolio se vio amenazado poco después. Desde el final de 1704 se recibía un periódico semanal diario publicado por Johann Michael Rüdiger en el sur de Alemania. Lorentz apeló y ganó el juicio después de dos años y la nueva concesión fue retirada. Después de 1713 la situación cambió de nuevo. Federico Guillermo I (el rey de los soldados) había iniciado su reinado, los privilegios tradicionales se verificaron y Lorentz disponía solamente de un derecho limitado, revocable en cualquier momento. Así, el hijo del viejo rival, Johann Andreas Rüdiger inició un nuevo juicio. En una carta a la corte real señaló que la impresora Lorentz y el privilegio que "por muchos años han disfrutado de forma gratuita" tiene, a través de caja y en especie, podría persuadir al rey, la concesión de Lorentz periódico a partir del 25. Para cancelar en febrero de 1721 y transferido a sí mismo. Rudiger dio el diario, que ahora se llamaría Berlinische Privilegirte Zeitung sin interrupción y sin grandes cambios, por lo que pudo conservar la continuidad de sus lectores.
Los diversos cambios de propiedad han llevado a la confusión sobre la "fecha de nacimiento" del Vossische Zeitung. Algunas fuentes dan el año 1721. La propia publicación celebra sus 200 años de aniversario en 1904 e indica la fecha en su primera página. Los datos iniciales se refieren a la familia del editor Rudiger. En general puede decirse que hay una existencia continuada (o casi) desde 1617, cuando fue publicado por primera vez por Christoff Frischmann.
Al príncipe heredero Federico, más tarde rey Federico II (Federico el Grande) el periódico le parecía aburrido. Debido a que su padre, el rey Federico Guillermo I, había decretado que no se imprimieran opiniones ni crítica la publicación contenía sólo mensajes triviales, compuestos en su mayoría por fiestas y recepciones en la corte, sucesos criminales y ejecuciones . Él dio paso a la competencia, el periodismo de calidad para mejorar. En el segundo día después de su accesión en 1740, Federico II encargó a su librero Ambrose Haude , en Berlín aparecieron dos nuevos diarios, uno en alemán, el segundo - que duró sólo un año - en lengua francesa. Parecía tan en junio de 1740, la sección "Berlinischen Nachrichten von Staats- und gelehrten Sachen" (noticias berlinesas del estado y de las cosas ilustradas), y el Spenersche Zeitung. Durante el reinado de Federico II entre 1750 y 1783 fueron admitidos otros dos periódicos.
En 1742 se produjo el levantamiento de la censura, lo cual afectó a las primeras guerras de Silesia por lo que se puso en práctica otra vez en 1749 y luego la intervención en la libertad de prensa apareció para mantenerse lo más bajo posible en tiempos de guerra. Los periódicos de Berlín en ese momento gozaban de mayor libertad que los de los otros estados alemanes, y tenían la idea de propagar la Ilustración, prácticamente sin obstáculos.

### Panfleto contra elVossische Zeitungde 1848
Después de que Johann Andreas Rüdiger muriera en 1751 sin un heredero varón, el librero Christian Friedrich Voß se hizo cargo del periódico. Se publicaba tres veces por semana, tenía cuatro páginas, se imprimían de 150 a 200 ejemplares y se vendía sólo en las librerías. Muy pronto la gaceta fue llamada por los berlineses sólo "la Vossische", conocida popularmente como la "tía Voss". Su título real, era desde 1785 "Königlich-berlinische privilegirte Staats- und gelehrte Zeitung". En 1806 apareció como nota en la cabecera "Editores herederos Vossische". Esto se refería originalmente a la hija de Friederike Voss 'Marie, quien se casó con Karl Gotthelf Lessing , hermano del poeta Gotthold Ephraim Lessing. Ella había tomado control del periódico en 1801 después de una prolongada disputa legal, y por lo tanto la familia Lessing se encargó de llevar adelante el negocio.
En 1800 el periódico se publicaba con 16 páginas y desde 1802 con unas dimensiones económicas y una unidad de visualización que fueron muy bien recibidas por su temática amplia y variada que era debida a la censura, muy estricta respecto a los principios de la religión, el Estado y el orden público y que provocaba un periodismo bastante superficial. Durante las guerras napoleónicas, la editorial del periódico al igual que Federico Guillermo III, escapó de Berlín a Breslau, en Silesia. Allí, el periódico apareció temporalmente como un "periódico privilegiado de Silesia" (Schlesische privilegirte Zeitung). Entre 1824 y 1875, ya de vuelta en Berlín, salía una vez al día y con posterioridad dos veces al día. La publicación representa los intereses de la burguesía liberal que desde 1843 defendía la abolición de la censura de prensa y que en el momento de la revolución burguesa se levantó con claridad del lado de las fuerzas liberales. En el funeral de los "caídos de marzo", las 183 víctimas civiles del 18 de marzo de 1848 en Berlín, tuvo toda la editorial parte. Después del levantamiento de la censura de prensa en el mismo mes en Berlín con ocasión sacó una "edición especial de la Alegría". Sin embargo, en noviembre de 1848 en pleno desarrollo de la contrarrevolución conservadora en la que los periódicos democráticos fueron clausurados, el Vossische Zeitung relativiza su actitud progresista y tuvo que soportar la crítica y el ridículo.
A mediados del siglo XIX era el primer periódico en difusión y el líder de la opinión en Berlín, pero en las siguientes décadas perdió esa posición. Se dieron frecuentes diferencias entre los accionistas, las cuales bloquearon el desarrollo técnico y periodístico. Hacia el final del siglo el Vossische todavía tenía una buena posición de mercado en Berlín, pero por el momento no llegó a la necesidades de la editorial Ullstein, Scherl y Mosse .
La propiedad se complicó. Los dueños de las acciones de la compañía eran miembros de diferentes familias. Desde el 1 de enero de 1914 el Vossische Zeitung fue editado por Ullstein. Ya en 1910 había cambiado su nombre por Vossische Zeitung. En 1918, tras el fin de la monarquía en Alemania, la referencia al privilegio real ya no era pertinente. Las publicaciones de la casa editorial Ullstein, se decía en un editorial del Vossische Zeitung, están por la República y de la constitución de una asamblea nacional de representantes. Entre 1918 y 1930 el redactor-jefe fue el famoso escritor George Bernard .

### Cierre forzoso
El 31 de marzo de 1934 la editorial Ullstein declaró la desaparición del periódico. Siete días antes, el editorial indicaba en una breve nota en portada - "A los lectores del Vossische Zeitung" - explica: "La tarea de una hoja de estilo del Vossische Zeitung se realiza en nuestra opinión. Por lo tanto hemos tomado voluntariamente la decisión dolorosa pero lógica de abandonar el Vossische Zeitung y parece que será después del final del mes ya no se puede. " Esta formulación prudente no puede ver el drama de la situación en ese momento. De hecho, la actuación de los censores del régimen nazi afectó de modo significativo al trabajo de la prensa. Muchos periodistas, entre ellos muchos judíos, fueron expulsados de sus cargos. Unas semanas más tarde le tocó a la editorial Ullstein, y todos los periódicos publicados en esa época, ser víctima de la arianización.

## Colaboradores destacados
Personalidades como los escritores que trabajaban para el Vossische Zeitung. Desde 1751 hasta 1755 Gotthold Ephraim Lessing fue redactor, Christian Friedrich Voss le había dado la dirección del "artículo ilustrado", En 1751 Lessing fue también el encargado, durante nueve meses, del suplemento mensual "novedades del reino del ingenio". El escritor y novelista Willibald Alexis fue empleado temporal del diario y apoyó el avance de la revolución burguesa de 1848 en su lucha por la libertad de prensa. Gracias a su amistad con Fontane el historiador Johann David Erdmann Preuss entregó entre los años 1860-1865 una serie de contribuciones a la historia de Federico el Grande y su corte. Entre 1870 y 1890, el mismo Theodor Fontane escribió reseñas de teatro sobre las actuaciones en el Berlin Schauspielhaus, su colega temporal y posterior sucesor fue el escritor Paul Schlenther. En 1908, el redactor jefe adjunto EM Grunwald se trasladó a Constantinopla , donde fue redactor jefe de la recién fundada Lloyd otomana y se hizo cargo del Ministerio de Relaciones Exteriores , el Banco S. Bleichroder y el ferrocarril de Bagdad fue financiado. Entre 1918 y 1930, el periodista George Bernard se encargó del editorial. En la década de 1920, dirigido por Richard Lewinsohn - bajo el seudónimo de Tomás Moro y los empleados del "escenario mundial"- la sección de negocios, Monty (Montague) Jacobs era conocido como articulista y crítico de teatro. En la primavera de 1924 Kurt Tucholsky fue corresponsal del Vossische Zeitung y el "escenario mundial" de París. Paul Schlesinger escribió, con el nombre de Sling sus informes judiciales ejemplares (1921-1928), y estableció así un nuevo periodismo de género. En noviembre de 1928, antes de la publicación del libro Sin novedad en el frente de Erich Maria Remarque, el mismo se publicó por entregas en el Vossische Zeitung.